# Matt Targett (calciatore)
Matthew Robert Targett, noto come Matt (Eastleigh, 18 settembre 1995) è un calciatore inglese con cittadinanza scozzese, difensore del Newcastle Utd.

## Carriera

### Club

#### Southampton
Targett entra nell'Academy del Southampton all'età di otto anni, dopo essere stato reclutato da una squadra locale. Viene convocato per la prima volta nella squadra senior il 24 settembre 2013 in occasione della vittoria per 2-0 contro il Bristol City nel terzo turno della Coppa di Lega. Viene convocato per la prima volta in Premier League il 26 aprile 2014 quando il Southampton ottiene una vittoria casalinga per 2-0 nei confronti dell'Everton.
Il 26 agosto 2014, Targett esordisce con la prima squadra nella vittoria per 2-0 contro il Millwall, partita valida per il secondo turno di Coppa di Lega. Targett parte titolare e gioca tutti i 90 minuti. Colleziona altre 3 presenze in Coppa di Lega contro Arsenal, Stoke City e Sheffield Utd.
Il suo esordio in Premier League avviene il 27 settembre 2014 quando sostituisce Dušan Tadić nel recupero di una partita casalinga vinta per 2-1 nei confronti del QPR. Il 28 dicembre arriva la prima presenza da titolare nel massimo campionato inglese: il Southampton pareggia per 1-1 contro il Chelsea.

#### Aston Villa
Il 1º luglio 2019 si trasferisce a titolo definitivo all'Aston Villa. Il 31 gennaio 2022 si trasferisce in prestito al Newcastle Utd, venendo riscattato alla fine della stagione.

### Nazionale
Targett ha rappresentato la Scozia a livello Under-19 prima di rendersi eleggibile per la nazionale inglese Under-19.

## Statistiche

### Presenze e reti nei club
Statistiche aggiornate al 28 ottobre 2023.
| Stagione             | Squadra              | Campionato           | Campionato | Campionato | Coppe nazionali | Coppe nazionali | Coppe nazionali | Coppe continentali | Coppe continentali | Coppe continentali | Altre coppe | Altre coppe | Altre coppe | Totale | Totale |
| Stagione             | Squadra              | Comp                 | Pres       | Reti       | Comp            | Pres            | Reti            | Comp               | Pres               | Reti               | Comp        | Pres        | Reti        | Pres   | Reti   |
| -------------------- | -------------------- | -------------------- | ---------- | ---------- | --------------- | --------------- | --------------- | ------------------ | ------------------ | ------------------ | ----------- | ----------- | ----------- | ------ | ------ |
| 2014-2015            | Southampton          | PL                   | 6          | 0          | FACup+CdL       | 2+4             | 0               | -                  | -                  | -                  | -           | -           | -           | 12     | 0      |
| 2015-2016            | Southampton          | PL                   | 14         | 0          | FACup+CdL       | 1+2             | 0               | UEL                | 3                  | 0                  | -           | -           | -           | 20     | 0      |
| 2016-2017            | Southampton          | PL                   | 5          | 0          | FACup+CdL       | 0+1             | 0               | UEL                | 2                  | 0                  | -           | -           | -           | 8      | 0      |
| 2017-gen. 2018       | Southampton          | PL                   | 2          | 0          | FACup+CdL       | 0+0             | 0               | -                  | -                  | -                  | -           | -           | -           | 2      | 0      |
| gen.-giu. 2018       | Fulham               | FLC                  | 18+3       | 1+0        | FACup+CdL       | -               | -               | -                  | -                  | -                  | -           | -           | -           | 21     | 1      |
| 2018-2019            | Southampton          | PL                   | 16         | 1          | FACup+CdL       | 2+3             | 0               | -                  | -                  | -                  | -           | -           | -           | 21     | 1      |
| Totale Southampton   | Totale Southampton   | Totale Southampton   | 43         | 1          |                 | 15              | 0               |                    | 5                  | 0                  |             | -           | -           | 63     | 1      |
| 2019-2020            | Aston Villa          | PL                   | 28         | 1          | FACup+CdL       | 0+4             | 1               | -                  | -                  | -                  | -           | -           | -           | 32     | 2      |
| 2020-2021            | Aston Villa          | PL                   | 38         | 0          | FACup+CdL       | 0+0             | 0               | -                  | -                  | -                  | -           | -           | -           | 38     | 0      |
| 2021-gen. 2022       | Aston Villa          | PL                   | 17         | 1          | FACup+CdL       | 0+1             | 0               | -                  | -                  | -                  | -           | -           | -           | 18     | 1      |
| Totale Aston Villa   | Totale Aston Villa   | Totale Aston Villa   | 83         | 2          |                 | 5               | 1               |                    | -                  | -                  |             | -           | -           | 88     | 3      |
| gen.-giu. 2022       | Newcastle Utd        | PL                   | 16         | 0          | FACup+CdL       | 0               | 0               | -                  | -                  | -                  | -           | -           | -           | 16     | 0      |
| 2022-2023            | Newcastle Utd        | PL                   | 17         | 0          | FACup+CdL       | 0+2             | 0               | -                  | -                  | -                  | -           | -           | -           | 19     | 0      |
| 2023-2024            | Newcastle Utd        | PL                   | 3          | 0          | FACup+CdL       | 0+1             | 0               | UCL                | 2                  | 0                  | -           | -           | -           | 6      | 0      |
| Totale Newcastle Utd | Totale Newcastle Utd | Totale Newcastle Utd | 36         | 0          |                 | 3               | 0               |                    | 2                  | 0                  |             | -           | -           | 41     | 0      |
| Totale carriera      | Totale carriera      | Totale carriera      | 180+3      | 4+0        |                 | 23              | 1               |                    | 7                  | 0                  |             | -           | -           | 213    | 5      |

## Palmarès

### Club

#### Competizioni nazionali
- Coppa di Lega inglese: 1

Newcastle: 2024-2025